# Paranyctimene
Paranyctimene là một chi động vật có vú trong họ Dơi quạ, bộ Dơi. Chi này được Tate miêu tả năm 1942. Loài điển hình của chi này là Paranyctimene raptor Tate, 1942.

## Các loài
Chi này gồm các loài: